# Tukotuko pastwiskowy
Tukotuko pastwiskowy (Ctenomys steinbachi) – gatunek gryzonia z rodziny tukotukowatych (Ctenomyidae). Występuje endemicznie w Ameryce Południowej, gdzie odgrywa ważną rolę ekologiczną. Siedliska tukotuko pastwiskowego położone są wyłącznie w zachodniej części boliwijskiej prowincji Santa Cruz na wysokości 400–500 m n.p.m. Międzynarodowa Unia Ochrony Przyrody (IUCN) wymienia ten gatunek w Czerwonej księdze gatunków zagrożonych jako gatunek najmniejszej troski i oznacza go akronimem LC.